# Tilla Durieux
Tilla Durieux, nombre artístico de Ottilie Godeffroy (18 de agosto de 1880 en Viena - 21 de febrero de 1971 en Berlín), fue una actriz austríaca.

## Vida
Tilla era hija del profesor de química Richard Godeffroy y de su esposa, la pianista húngara Adelheid Ottilie Godeffroy Augustine, nacida Hrdlicka. Terminó sus estudios en arte dramático en Viena. Debutó en 1902 en Olmütz, de donde se trasladó a Breslau y de 1903 a 1911 trabajó en el Deutsches Theater de Berlín. De 1911 a 1914 lo hizo en el Lessingtheater, a partir de 1915 en el Teatro Real (Königliches Schauspielhaus) y desde 1919 en el Staatstheater. En 1927 estuvo involucrada en el Piscator - ''Bühne'' de Erwin Piscator. 
En 1933 abandonó Alemania tras la llegada al poder del NSDAP y actuó en el Theater in der Josefstadt de Viena así como en Praga. Durante la Segunda Guerra Mundial vivió en Zagreb. En 1952 volvió a Alemania y actuó en Berlín, Hamburgo y Münster.
Durieux se casó con el pintor Eugen Spiro (1874-1972), del que se divorció en 1906. En 1910 se casó con el editor y galerista alemán Paul Cassirer (1871-1926). Tras su muerte contrajo matrimonio con Ludwig Katzenellenbogen (1877-1944), director general del consorcio Schultheiß Patzenhofer en Berlín.
Junto a la Potsdamer Platz de Berlín se encuentra el Tilla Durieux Park, al que se le puso nombre en su honor. Está enterrada en el Friedhof Heerstraße.

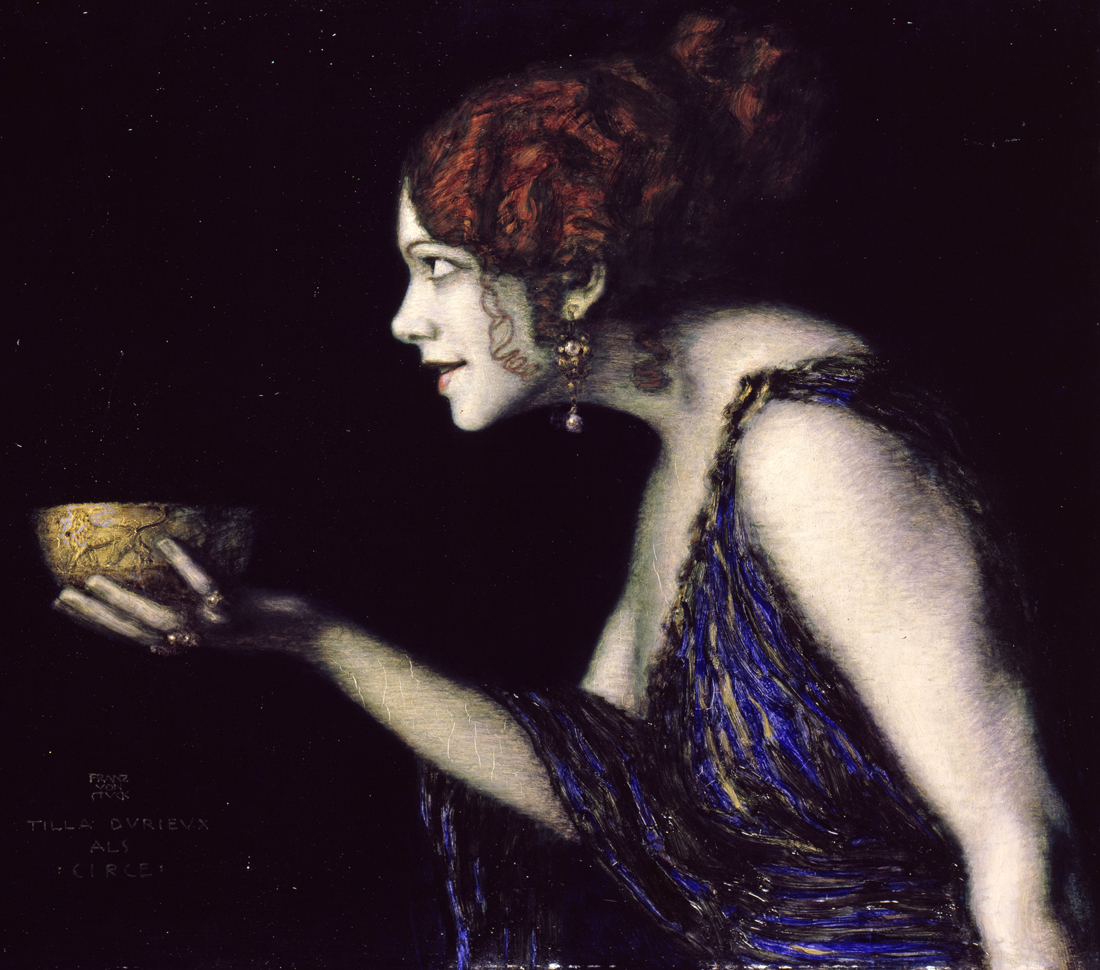
Tilla Durieux en el papel de Circe (retrato de Franz von Stuck, 1913).

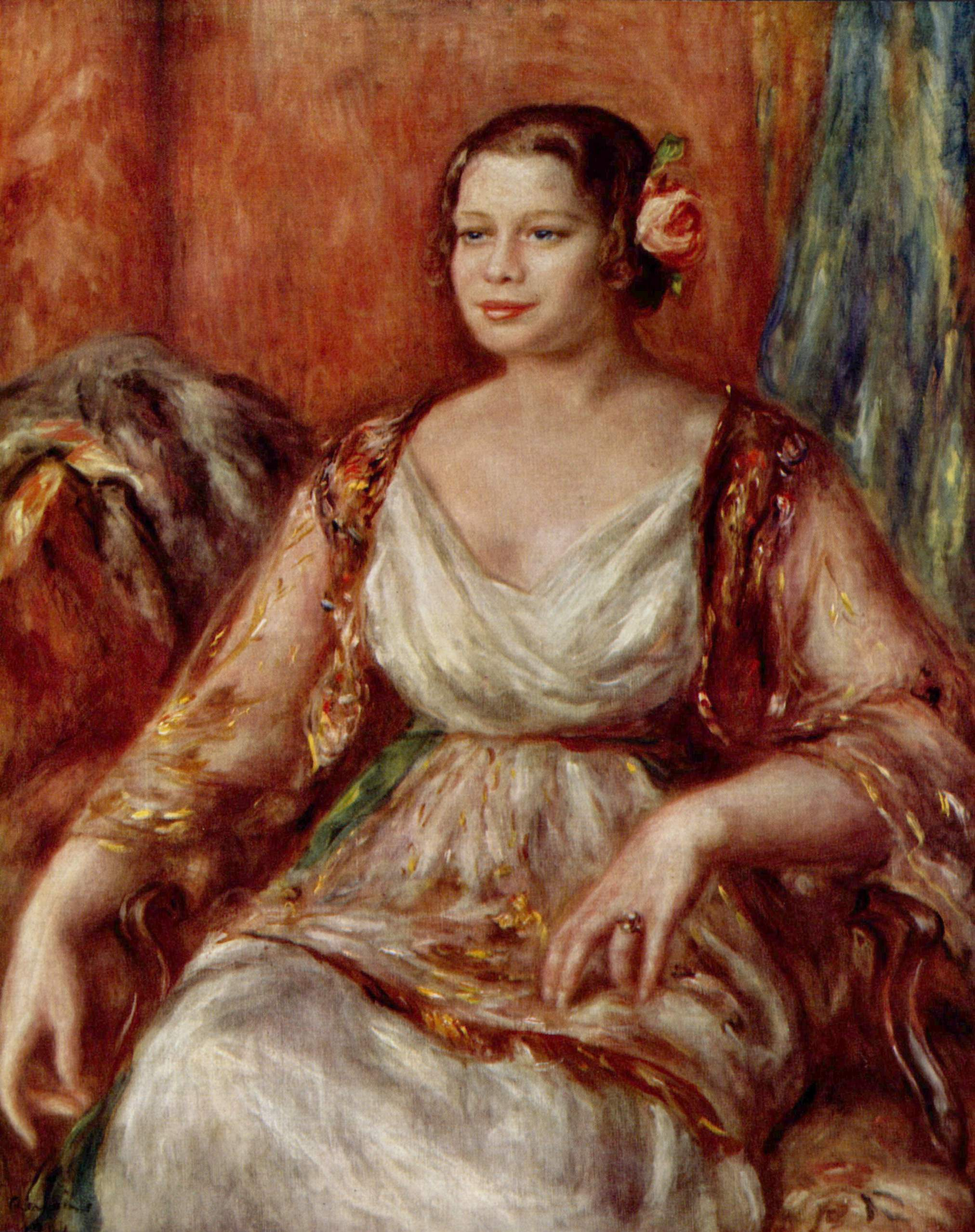
Tilla Durieux (retrato de Pierre-Auguste Renoir, 1914).

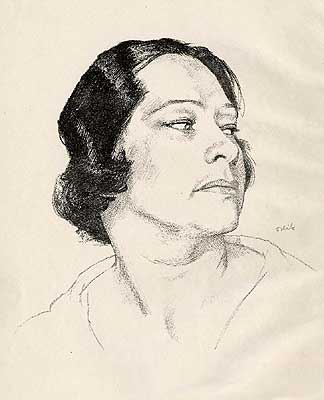
Tilla Durieux (retrato de Emil Orlik, 1922).

## Filmografía
- 1914: Der Flug in die Sonne
- 1914: Die Launen einer Weltdame / Königin der Laune
- 1915: Nahira. Die Hand am Vorhang
- 1920: Die Verschleierte
- 1920: Der zeugende Tod
- 1921: Haschisch, das Paradies der Hölle
- 1923: Prinz Karneval
- 1929: Frau im Mond
- 1953: Die Stärkere
- 1953: Die letzte Brücke
- 1956: Anastasia, die letzte Zarentochter
- 1957: Die Schwestern (TV)
- 1957: Gerichtet bei Nacht (TV)
- 1957: Illusionen (TV)
- 1957: Nebel (TV)
- 1957: Von allen geliebt
- 1957: Ihr 106. Geburtstag (TV)
- 1957: El Hakim
- 1958: Antigone (TV)
- 1958: Auferstehung
- 1958: Eine fast mögliche Geschichte (TV)
- 1959: Vergessene Gesichter (TV)
- 1959: Labyrinth / Neurose
- 1959: Morgen wirst Du um mich weinen
- 1960: Als geheilt entlassen
- 1960: Langusten (TV)
- 1961: Barbara
- 1962: Nur eine Karaffe (TV)
- 1963: Achtzig im Schatten (TV)
- 1963: Unterm Birnbaum (TV)
- 1963: Das Fäßchen (TV)
- 1963: Haben (TV)
- 1964: Die Festung / Verdammt zur Sünde
- 1964: Die Schneekönigin (TV)
- 1965: Der Familientag (TV)
- 1965: Weiße Wyandotten (TV)
- 1965: Es
- 1967: Ein Toter braucht kein Alibi (TV)
- 1970: Durch die Wolken (TV)

## Premios
- 1960: Verdienstkreuz de 1. Klasse, Orden al Mérito de la República Federal Alemana.
- 1963: Candidatura a Staatsschauspielerin, el más alto honor que puede lograr en Alemania un actor de teatro, en Berlín/Oeste.
- 1963: Filmband in Gold por su extensa y brillante obra en el cine alemán.
- 1965: Filmband in Gold (Mejor papel secundario) por Verdammt zur Sünde.
- 1967: Ernst-Reuter-Plakette de plata
- 1970: Gran Verdienstkreuz de la Orden al Mérito de la República Federal Alemana.

## Algunas publicaciones
- Eine Tür fällt ins Schloß. Roman. Horen, Berlín-Grunewald 1928
- Eine Tür steht offen. Erinnerungen. Herbig, Berlín-Grunewald 1954
- Meine ersten neunzig Jahre. Erinnerungen. Herbig, Múnich y Viena 1971